# Palazzo Amendolea-Cavatore
Il Palazzo Amendolea-Cavatore è un palazzo storico di Polistena, costruito nel 1793 e tutelato ai sensi del D.L.vo nº42/04-titolo 1, 2 e 3.

## Storia
Nel 1783 Polistena, insieme a gran parte dei centri della Calabria meridionale, venne quasi totalmente distrutta dal terremoto del 5 febbraio.
Dopo il sisma, la città venne completamente ricostruita su progetto dell'architetto napoletano Pompeo Schiantarelli, realizzando un impianto urbanistico costituito in parte da case unifamiliari a schiera ed in parte dai palazzotti con corte interna destinati all'alta borghesia. Tra questi ultimi vi fu proprio il palazzo Amendolea-Cavatore, già Rodinò-Lidonnici.

### Descrizione
Il palazzo è uno dei primi costruiti dopo il terremoto del 1783.
La facciata principale si distingue dalle secondarie per la presenza di un portale centrale di accesso ai piani nobili. Il portale in pietra è contraddistinto da un arco a sistema a doppie paraste con architrave e cornice molto sporgente che fa da base continua al balcone soprastante.
Questo portale è l'unico che presenti, incisa nel concio in chiave, la data di costruzione del palazzo (1793); il palazzo è di forma regolare, con una corte interna molto curata architettonicamente con doppio ordine di arcate sul corpo scale.
Dal pianerottolo intermedio delle scale, simmetriche a doppia rampa, si accede ad un grande giardino.
La corte centrale, le scale di accesso ai piani superiori, gli archi ribassati, le pareti dei corpi che si affacciano sul cortile e che contengono le rampe delle scale, mantengono elementi e modi di reminiscenza classica e caratteri di un tardo barocco filtrato attraverso esempi siciliani; ciò vale per le cornici mistilinee che in questo palazzo racchiudono le bucature dei piani superiori.
La pavimentazione dell'androne, della corte e del pianerottolo è realizzata con ciottoli di fiume allettati su un letto di malta.
Il primo piano o nobile, un tempo abitato da un'unica famiglia (Rodinò-Lidonnici), dopo diviso in due abitazioni (Amendolea-Cavatore) mentre oggi di proprietà delle famiglie Furci e Cavatore.

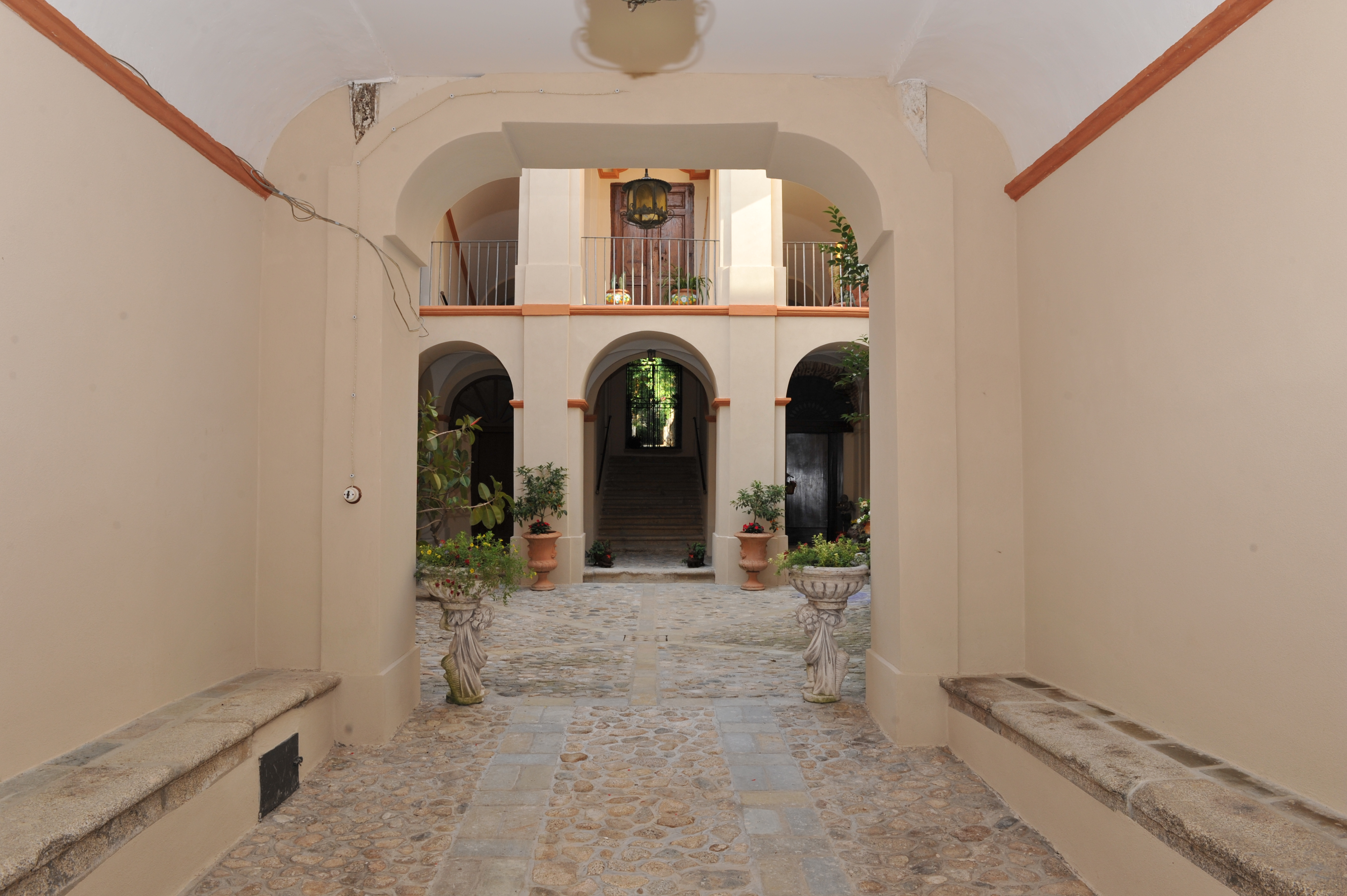
Androne Amendolea Cavatore dopo il restauro
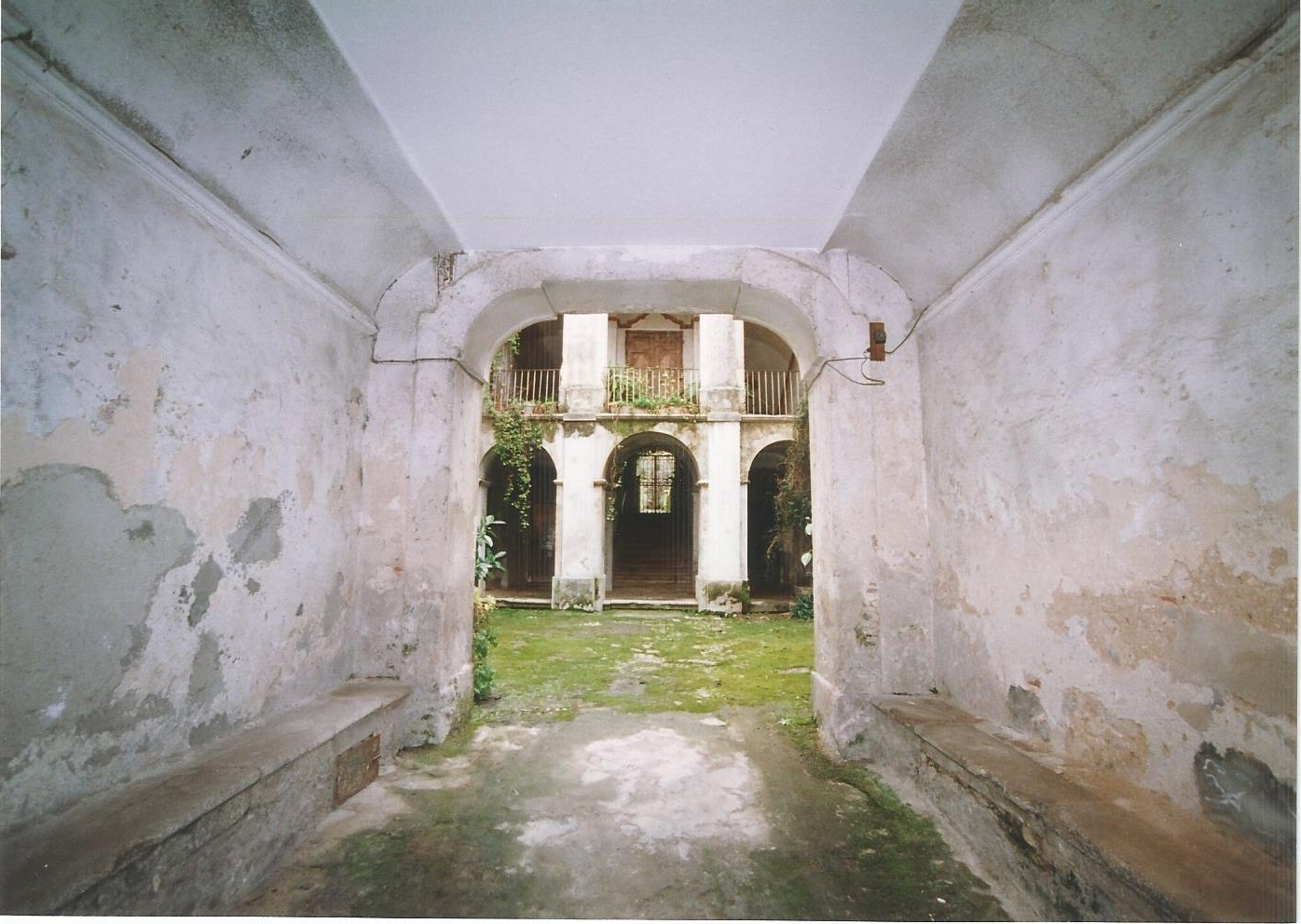
Androne Amendolea Cavatore prima del restauro
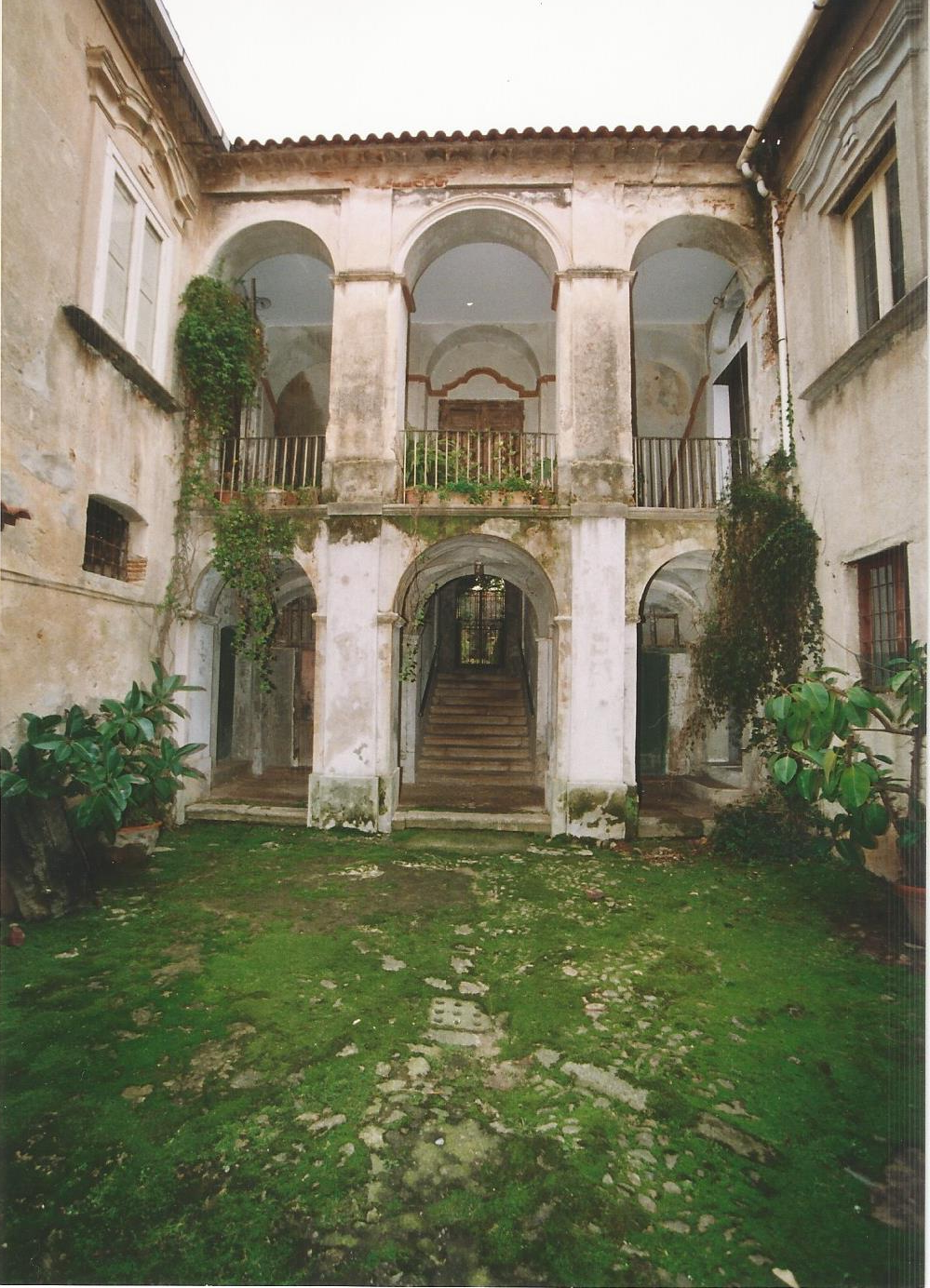
Corte Amendolea Cavatore prima del restauro
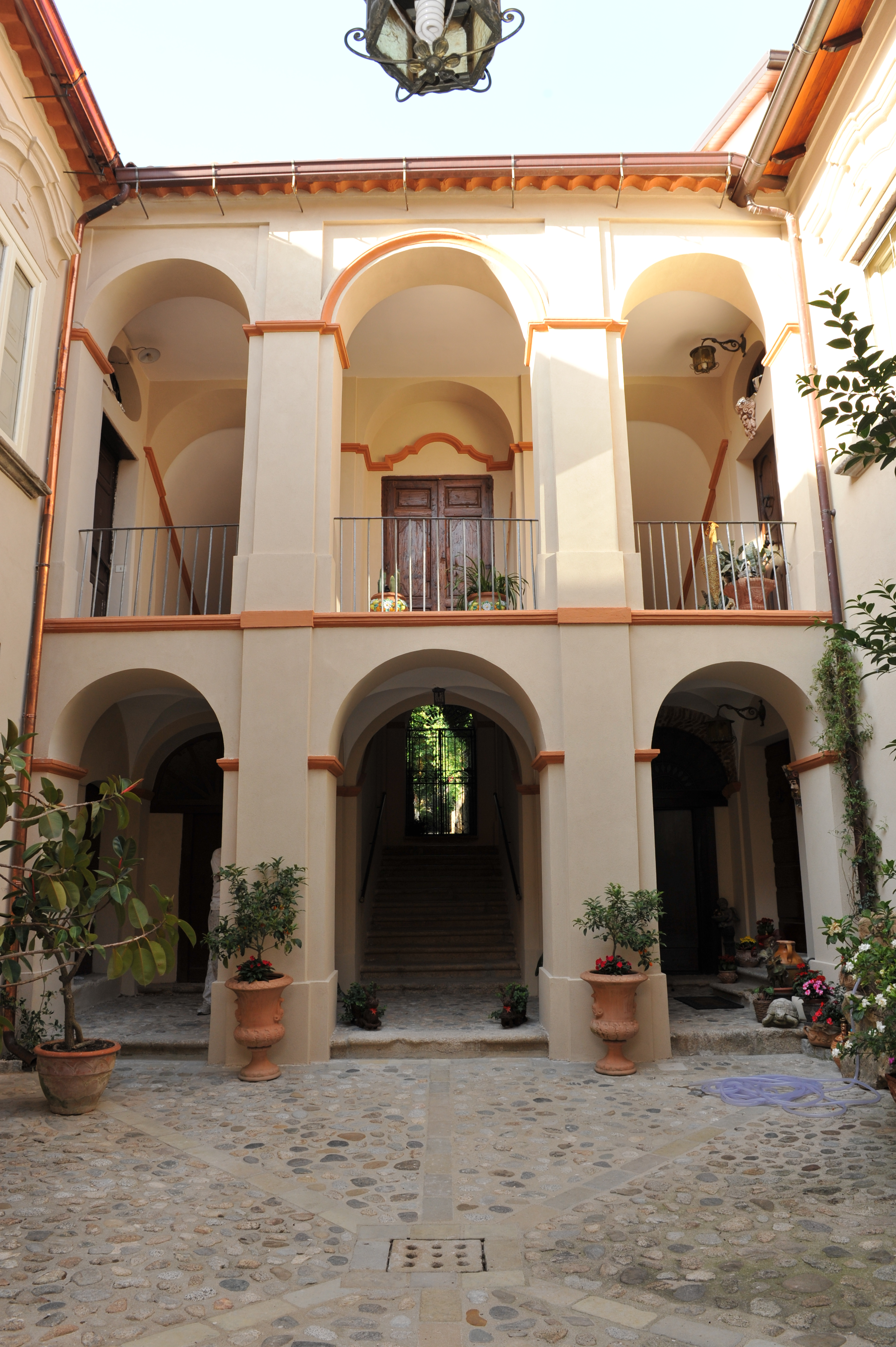
Corte Amendolea Cavatore dopo il restauro
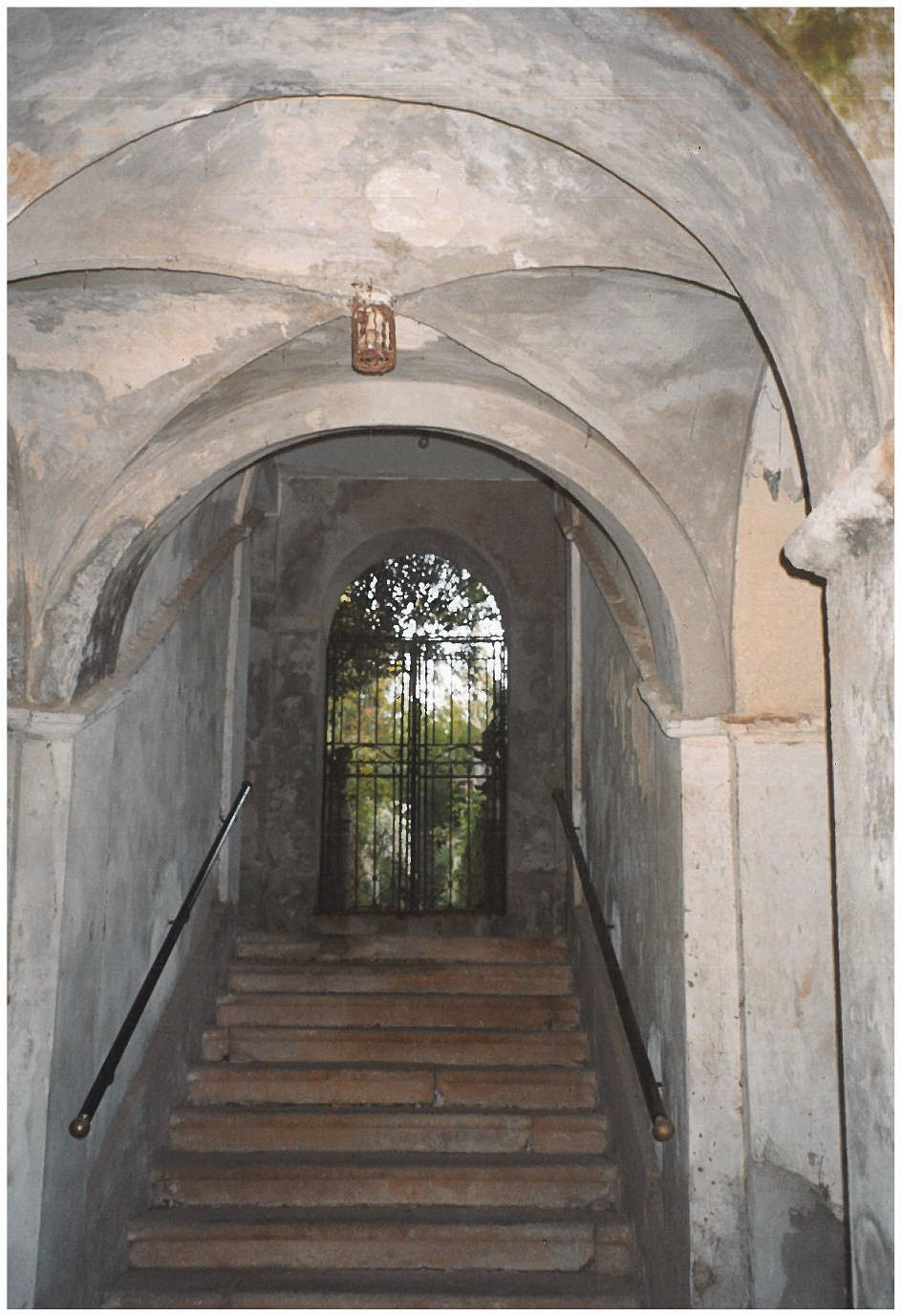
Prima rampa di scale antecedente al restauro
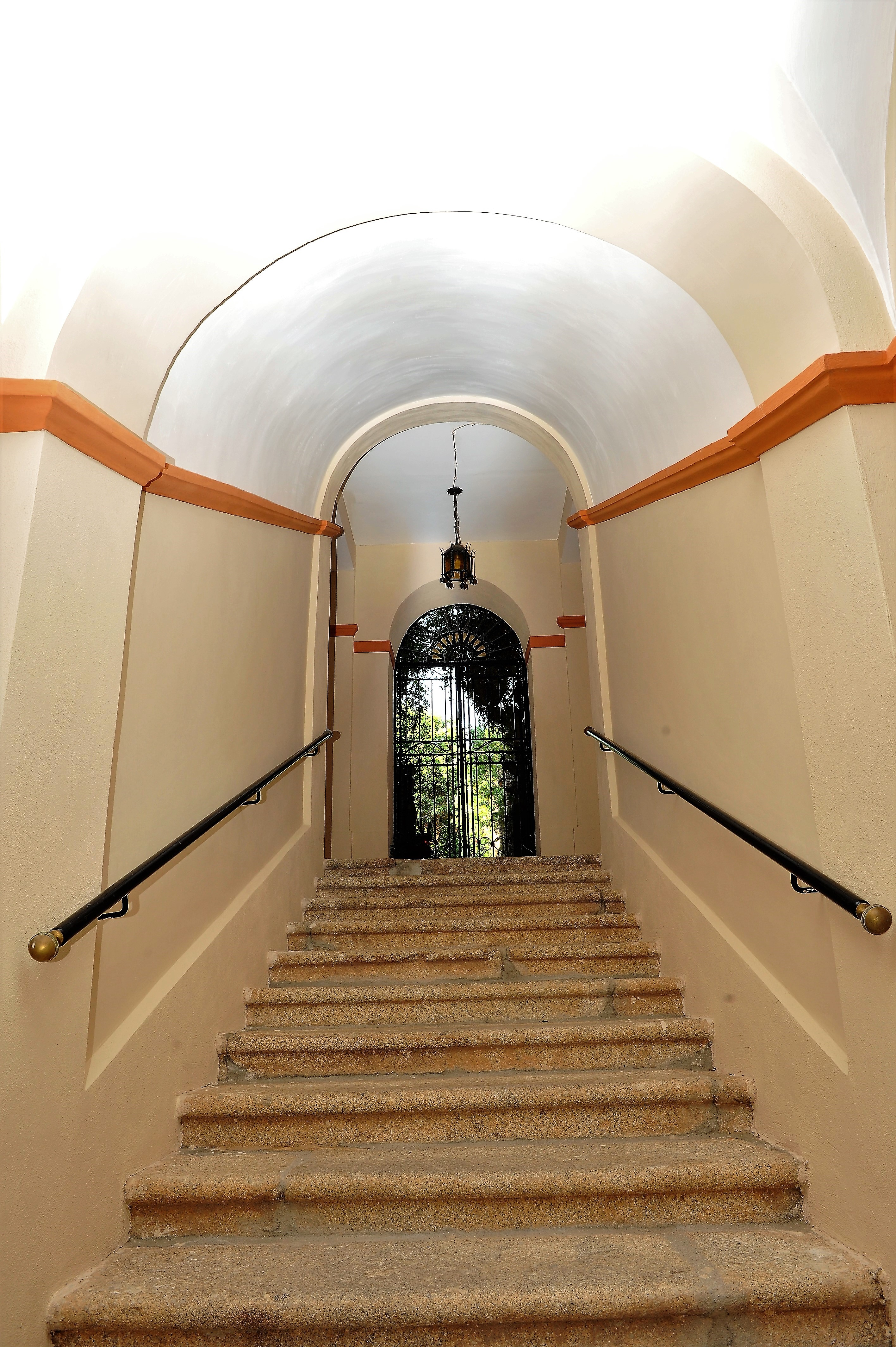
Prima rampa di scale dopo il restauro

### Restauro conservativo
Progettista e Direttore dei Lavori di restauro conservativo del Palazzo Amendolea-Cavatore è l'Arch. Luigi Giuseppe Massara.
Il progetto di restauro conservativo è adeguato alle prescrizioni della Soprintendenza per i Beni Architettonici e Paesaggistici e si pone l’obiettivo di ripristinare l’immagine storico-architettonica del Palazzo Amendolea-Cavatore, una delle strutture storiche più importanti di Polistena, valorizzando, proteggendo e restituendogli la sua valenza storica nel cuore vivo del paese.
Oggi, gli spazi idoneamente restaurati per accogliere mostre, esposizioni, conferenze ed eventi interattivi utili anche ai fini didattici, permettono al Palazzo di essere considerato un luogo di cultura per la comunità. Fulcro del complesso è la corte recentemente restaurata che con i suoi spazi espositivi polivalenti, permettono al Palazzo di tornare a partecipare a manifestazioni culturali di altissimo livello.
I recenti restauri dell’androne, della corte e del corpo scala hanno riportato all'antico splendore questi ambienti.
Tutte le operazioni conservative di pulitura, consolidamento e protezione sono state eseguite secondo i criteri prescritti dalla Soprintendenza, utilizzando manodopera specializzata nella conservazione dei beni architettonici e artistici, con l’ausilio di materiali specifici delle migliori qualità presenti in commercio.
Gli interventi di recupero hanno seguito i principi di conservazione e rivalutazione dell’originale.

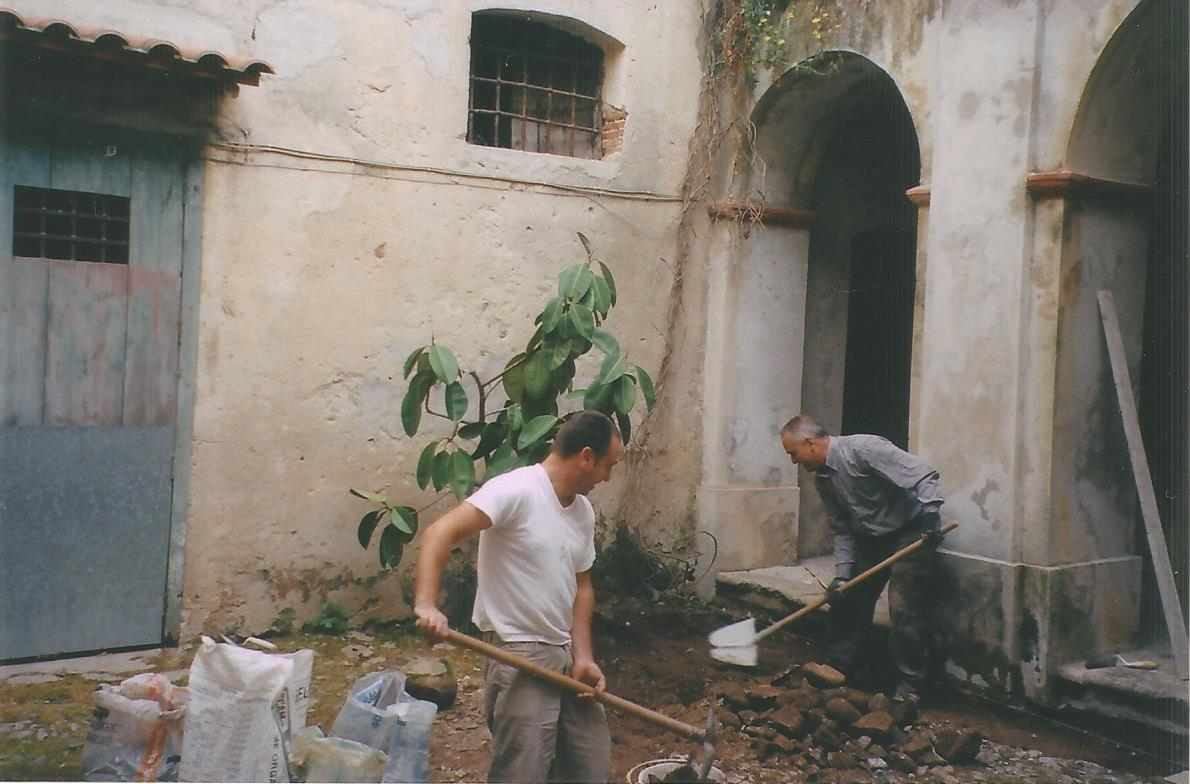
Lavori pavimentazione corte Palazzo Amendolea-Cavatore

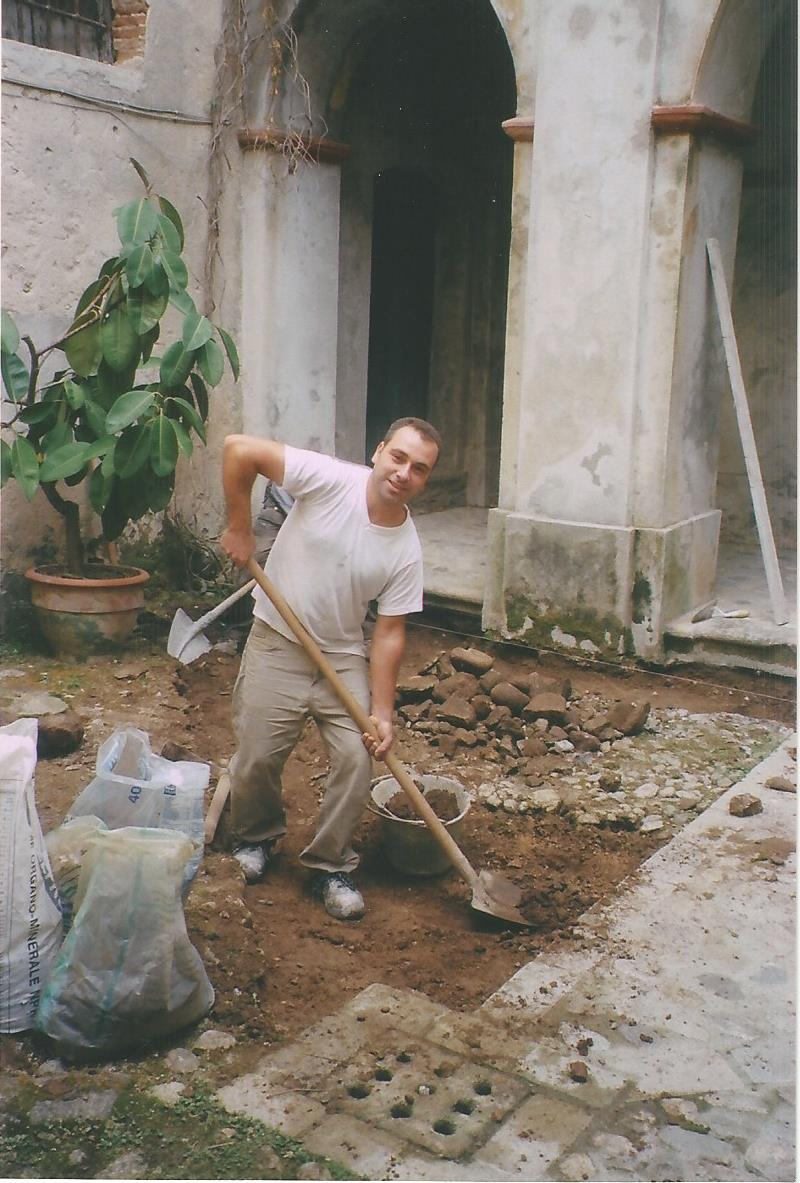
Lavori corte Palazzo Amendolea-Cavatore

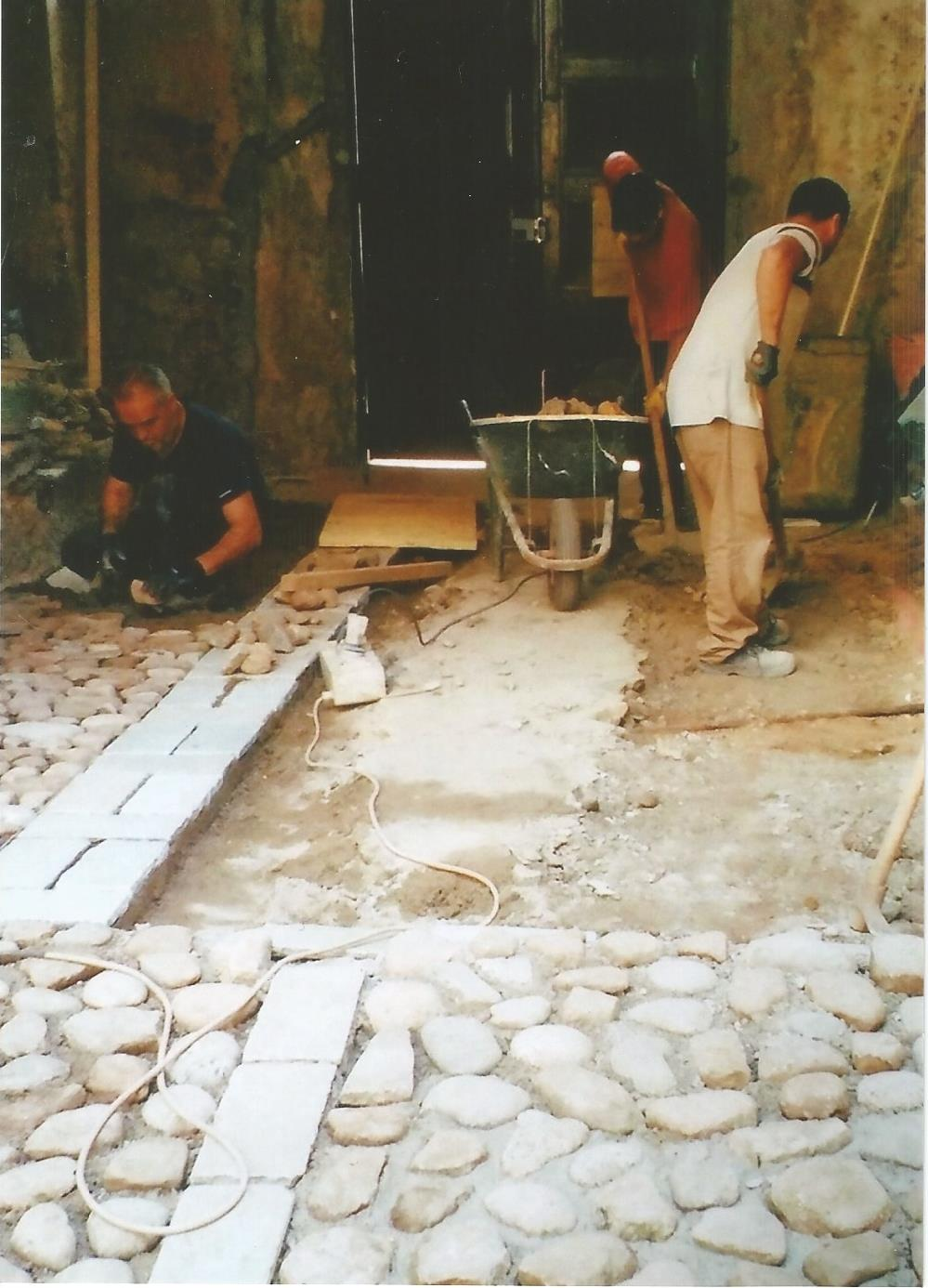
Lavori pavimentazione androne Palazzo Amendolea-Cavatore